# Czapajew (Kazachstan)

Położenie miejscowości na mapie obwodu uralskiego z roku 1900

Czapajew (ros. Чапаев, w latach 1899–1939 Łbiszczensk, ros. Лбищенск, kaz. Ілбішін, Ylbyszyn, w latach 1939–1992 Czapajewo, Чапаевo) – wieś w Kazachstanie, ośrodek administracyjny rejonu akżaikskiego w obwodzie zachodniokazachstańskim.
Miejscowość położona w dolinie rzeki Ural (na prawym jej brzegu), około 130 km na południe od miasta Uralsk. Od 1899 roku pod nazwą  Łbiszczensk (ros. Лбищенск, kaz. Ілбішін, Ylbyszyn) – ośrodek administracyjny jednego z czterech ujezdów obwodu uralskiego. Obecna nazwa pochodzi z 1939 i została nadana ku czci bohatera wojny domowej Wasilija Czapajewa, który poległ podczas przeprawy przez rzekę Ural w okolicy Łbiszczenska w czasie odwrotu przed wojskami „białych” we wrześniu 1919.
W roku 1899 mieszkało tu 3400 osób, w roku 2000 – 6 tysięcy. Według danych z 2019 roku miejscowość Czapajew zamieszkiwało 9488 osób.